# GM 8
Der GM 8 ist ein Straßenbahn-Triebwagen der Straßenbahn Gmunden.

## Vorgeschichte

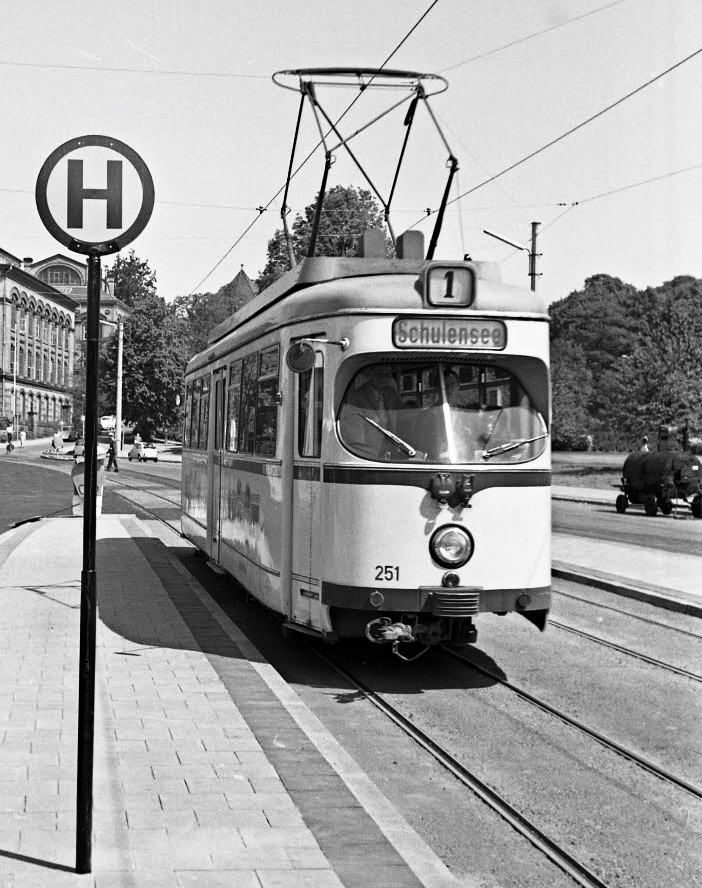
Großraumwagen Tw 251 der Straßenbahn Kiel

In den Jahren 1957 und 1958 lieferte Duewag zwölf vierachsige Großraumwagen (Tw 241 bis 252) in Einrichtungsausführung an die Straßenbahn Kiel aus, die jene 1956 in Auftrag gegeben hatte. Abweichend von den bis dahin gefertigten Großraumwagen erhielten sie die Kopfform der 1956 vorgestellten Gelenktriebwagen mit nach hinten geneigter Stirnscheibe. Entsprechende Fahrzeuge wurden in Deutschland nur noch in zehn Exemplaren für die Straßenbahn Bonn gebaut.
Potentiellen Exporten nach Österreich standen die starken Importbeschränkungen des Landes entgegen. Sechs Triebwagen dieser Bauform für die Straßenbahn Innsbruck (Nummern 61 bis 66) entstanden daher 1960 als Lizenzbauten bei den Lohner-Werken in Wien, die 1967 einen weiteren an die Straßenbahn Wien (Nummer 160) lieferten.
Das letzte neu beschaffte Fahrzeug der Straßenbahn Gmunden stammte 1961 aus dem Jahr 1912.

## Geschichte und Beschreibung

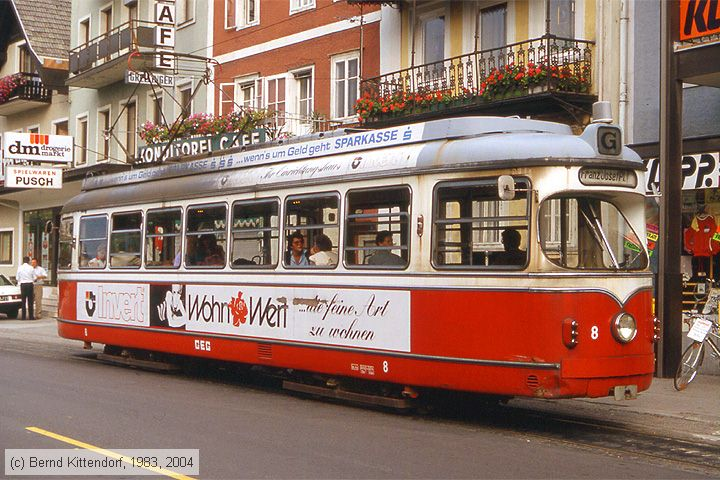
Türlose Seite des GM 8, 1983

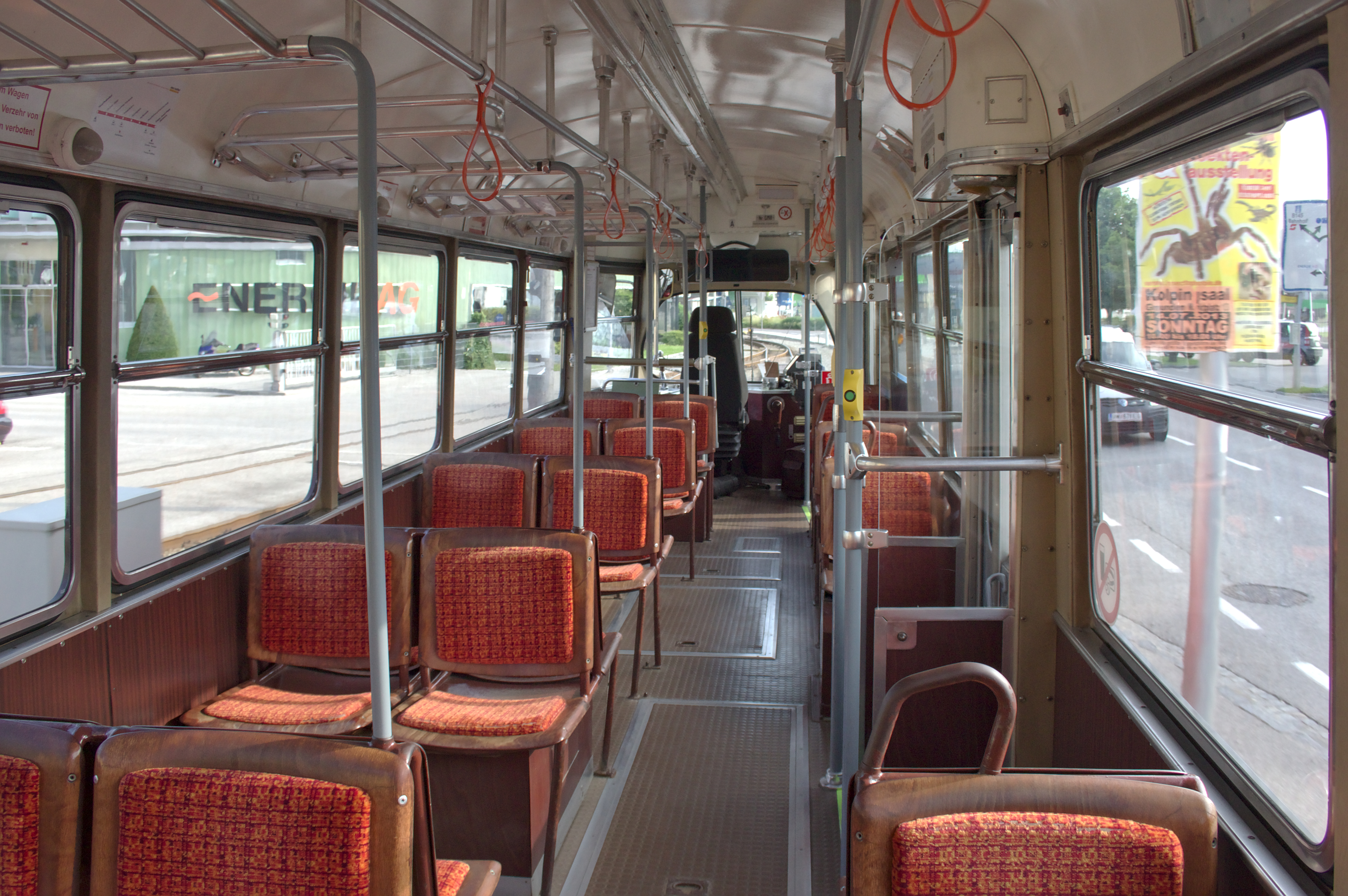
Innenraum

Für die nur 2,5 Kilometer lange Straßenbahnstrecke von der Innenstadt zum Bahnhof baute Lohner 1961 einen Großraumtriebwagen nach dem Vorbild der nach Innsbruck gelieferten Fahrzeuge. Er unterschied sich von jenen jedoch in mehreren Punkten.
Der als GM 8 bezeichnete Wagen wurde, anders die erwähnten Vorgänger, als Zweirichtungsfahrzeug ausgeführt. Er ist der einzige Zweirichtungs-Großraumwagen, der Duewag-Fronten mit geneigten Scheiben aufweist. Jedoch hat er, da sämtliche Gmundener Straßenbahnhaltestellen auf einer Seite liegen, nur auf dieser Seite Türen. Diese sind als drei Einzeltüren ausgeführt, auch damit ist er ein Unikat.
Aufgrund der starken Steigung der Strecke von bis zu 9,6 Prozent erhielt der GM 8 zwei jeweils 100 Kilowatt leistende Elektromotoren, die mit einer Gleichspannung von 600 Volt gespeist werden. Fünf verschiedene Bremssysteme sorgen auch auf der Steilstrecke für ausreichende Sicherheit.
Der Wagen verfügte zunächst über 34 Sitz- und 32 Stehplätze. Die Abfertigung der Fahrgäste geschah durch einen Pendelschaffner, ein Fahrgastfluss war nicht vorgesehen. In den 1980er Jahren wurde der GM 8 auf Einmannbetrieb umgebaut, womit sich die Zahl der Sitzplätze um drei erhöhte.

## Museumsfahrzeug
Bei einer Hauptuntersuchung im Jahr 1994 wurde bewusst auf den Erhalt der ursprünglichen Stilelemente geachtet. Das Fahrzeug präsentiert sich nach wie vor im weiß-roten Anstrich mit der nach unten gezogenen Spitze an den Stirnfronten und Chrom-Zierleisten. Nach der Ablösung durch neue Fahrzeuge im Sommer 2018 blieb es als betriebsfähiges historisches Fahrzeug erhalten.